# ヨコシネ ディー アイ エー
株式会社ヨコシネディーアイエー（YOKOCINE D.I.A. INC.）は、
主に映画・テレビ番組における、フィルムの現像・テレシネ・キネコ・ビデオ編集などを行うポストプロダクションの会社である。

## 概要
2015年現在、日本国内に4社しかない映画用フィルム現像所のうちの1つ（他はIMAGICA、東京現像所、東映ラボテック）。
創業期には現像だけでなく自社での映画制作も行っており、関東大震災の発生時には地震直後の被害状況を映像として記録し、国外のニュース映画配給会社等に提供している。また村田安司などのアニメーターが在籍し『のらくろ』などのアニメ映画制作も手がけていた。しかし、1945年5月の横浜大空襲で本社工場を焼失し一時営業を休止。社屋跡地を農場として養鶏業を営み戦後の混乱期をしのぎ、1950年に会社を再建。以後はフィルム現像を主力業務とするようになったほか、引き続きニュース映画の制作も手がけていた。
当時はNHKのテレビ放送用のニュースフィルム現像も請け負っており、当時のNHK東京放送会館と同社現像所の間を自動車（緊急時にはセスナ機やヘリコプター）を使ってフィルムを運んでいた。NHKがフィルム現像を外注した背景には、NHKが取材時の機動力を重視してニュース映像に16ミリフィルムを採用したところ、当時は16ミリフィルムの現像を行える施設が少なかったことがあり、既に16ミリ対応の現像所と編集室を完備していた同社に白羽の矢が立ったという。1957年10月に東京放送会館の中に現像用のラボが完成し、以後の現像は原則そちらで行うことになったが、その後もNHKとは様々な形で関係が続くことになる。
現在は過去の映画フィルムの修復・リマスタリング等が主な業務となっている。テレビ番組のリマスタリングを手がけることも多く、代表的なものに『NHK特集 シルクロード』を始めとするNHKアーカイブスにおけるHDテレシネなどがある。

## 沿革
- 1923年1月1日、横浜市神奈川区栗田谷にて「合資会社横浜シネマ商会」として創業。
- 戦時の一時中断を経て、1950年11月14日「株式会社横浜シネマ商会」として再スタートする。
- 1955年、「株式会社横浜シネマ現像所」に商号変更
- 1993年、CI導入と同時に現在の商号に変更
- 2023年2月、本社を現在地に移転